# Alternativas a proyectos hidroeléctricos
Los proyectos hidroeléctricos presentan una serie de impactos medioambientales importantes, asociados principalmente a la construcción de la presa, la conformación del embalse y a la necesidad de contar con extensas líneas de transmisión de energía. Estos impactos se analizan con detalle en los siguientes artículos:
- Impacto ambiental potencial de una presa hidráulica;
- Impacto ambiental potencial de líneas de transmisión.

En los últimos años han surgido organizaciones de la sociedad civil con el fin de oponerse a la construcción de proyectos hidroeléctricos. Cabe recordar que la construcción de centrales hidroeléctricas es significativamente anterior, de varias décadas, a la toma de conciencia generalizada de la necesidad de salvaguardar la naturaleza, y en general el ambiente.  Por lo tanto muchas centrales hidroeléctricas fueron construidas sin los debidos análisis ambientales, los que, de haberse hecho con los conocimientos actuales, de comienzo del siglo XXI, seguramente no se habrían construido, o se habrían construido de otra forma.
Existe una variedad de alternativas para los proyectos hidroeléctricos propuestos. Individual o colectivamente, pueden influir el tamaño, la ubicación y el momento de implementación del proyecto hidroeléctrico propuesto, etc.  En particular, se pueden analizar las siguientes alternativas:
- Se puede reducir la demanda de energía, aplicando medidas de conservación, mejorando la eficiencia, o restringiendo el crecimiento regional. Una política de incentivo al ahorro de energía puede tener resultados importantes, aplazando, por varios años, la necesidad de construir una nueva central.  Estas políticas pueden ser muy variadas, como ejemplo se puede mencionar:
  - Reciclaje de materiales como el aluminio que requieren gran cantidad de energía eléctrica para su fabricación;
  - Promover el uso de aparatos para iluminación más eficientes;
  - Promover el uso de energía solar para calentamiento de agua a nivel doméstico;

- Se puede investigar la posibilidad de ubicar el proyecto en un río que ya tenga una represa, diversificando sus funciones;

- Se debe ubicar la represa propuesta, de tal manera que se reduzcan al mínimo los impactos negativos y sociales;

- Es posible ajustar la altura de la represa, su área de inundación, o el diseño, para reducir los impactos ambientales negativos, privilegiando las usinas de baja carga hidrostática;

- Es posible ínter ligar los sistemas de transmisión eléctrica de manera a poder generar siempre con la máxima capacidad instalada en aquellas centrales donde momentáneamente está sobrando agua, reduciendo el vertimiento por los órganos de descarga al mínimo.

También se pueden analizar la posibilidad de utilizar otros tipos de generación de energía eléctrica, sin embargo deben evalurse también los impactos de éstas, en especial, los impactos de las modalidades de generación que utilizan fuentes no renovables. En esta óptica, se puede utilizar centrales termoeléctricas o fuentes alternativas de energía, incluyendo cogeneración, por la industria, biogás, etc.;
- Datos: Q5670965